# Fertilitzant orgànic

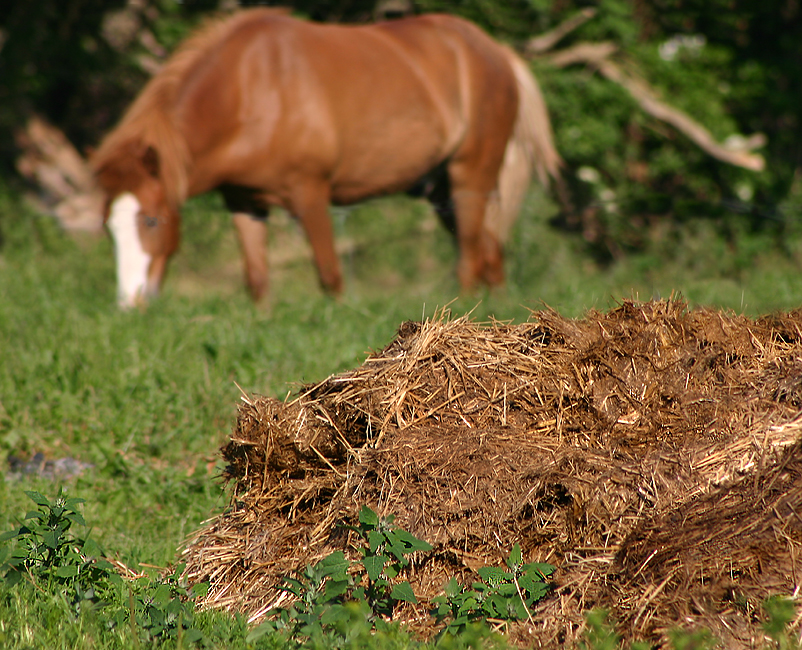
El fem en descomposició és una font de fertilitzant orgànic.

Fertilitzant orgànic, adob orgànic o adob biològic és aquella substància que prové de restes d'éssers vius i serveix per proveir de nutrients a les plantes conreades.
El fertilitzant que no és orgànic s'anomena Fertilitzant químic o de síntesi química.

## Tipus d'adob orgànic
- Fem d'animals: Sólid barrejat amb palla o no, conté tots els elements necessaris però en una baixa proporció. A més actua com activador de la vida microbiana i acondicionador del sòl augmentant la retenció de l'aigua i millora l'estructura del sòl. Un tipus especial, molt apreciat, produït expressament per obtenir el fem és el de llombriu. El guano és el residu dels excrements d'aus marines rastapinyades o foques acumulat sobretot en determinades illes àrides.
- Purí: Són les dejeccions dels animals, normalment del porc, en estat líquid. l'aigua.
- Residus d'escorxador com la farina d'ossos i la sang seca: Respectivament rics en fòsfor i nitrogen.
- Residus industrials inorgànics: els més habituals provenen de la remolatxa en indústria del sucre. La morca, que és el residu líquid de l'oliva que queda quan es fa oli, es pot utilitzar però amb molt de compte, ja que en determinades quantitats és tòxic per les plantes.
- Adob verd: Es tracta de fer un conreu destinat a ser colgat dins la terra i així augmentar el contingut en matèria orgànica i elements fertilitzants. Normalment s'enterren els adobs verds en estat de floració i s'utilitzen en la sembra lleguminoses que enriqueixen el sòl en nitrogen o també gramínies i crucíferes.
- Compost
- Vermicompost
- Algues
- Mulching

## Utilització
En l'agricultura ecològica els fertilitzants orgànics junt amb els minerals sense tractament químic (per exemple la dolomita esmicolada) són els únics que es fan servir.
En l'agricultura convencional des de l'aparició al segle xix del fertilitzant químic i la desaparició del bestiar de treball l'ús d'adob orgànic ha baixat molt. En el cas dels purins, l'acumulació d'aquest producte en determinades zones és un greu problema mediambiental.
La principal dificultat en l'ús dels fertilitzants orgànics és el gran volum que ocupen per unitat fertilitzant, és a dir que cal un gran volum i pes d'adob per fertilitzar una superfície, cosa que de vegades els fa d'ús antieconòmic. Els fertilitzants sòlids s'escampen a màquina en el camp i després s'han d'enterrar. Els purins poden aplicar-se ruixant el camp directament des de la cuba i es pot enterrar o no però fan pudor durant molts dies.
La utilització conjunta d'adobs orgànics i químics assegura normalment els rendiments més elevats en els conreus.